# ハイネマン賞数理物理学部門
ハイネマン賞数理物理学部門（Dannie Heineman Prize for Mathematical Physics）は、ハイネマン賞の一部門であり、アメリカ物理学会と米国物理学協会により、優れた数理物理学の業績に対して毎年贈られる賞である。

## 受賞者一覧
- 1959年： マレー・ゲルマン
- 1960年： オーゲ・ニールス・ボーア
- 1961年： マービン・レオナード・ゴールドバーガー
- 1962年： Léon Van Hove
- 1963年： Keith A. Brueckner
- 1964年： トゥーリオ・レッジェ
- 1965年： フリーマン・ダイソン
- 1966年： ニコライ・ボゴリューボフ
- 1967年： Gian Carlo Wick
- 1968年： Sergio Fubini
- 1969年： アーサー・ワイトマン
- 1970年： 南部陽一郎
- 1971年： ロジャー・ペンローズ
- 1972年： ジェームズ・ビョルケン
- 1973年： ケネス・ウィルソン
- 1974年： スブラマニアン・チャンドラセカール
- 1975年： Ludwig Dmitriyevich Faddeev
- 1976年： スティーヴン・ホーキング
- 1977年： スティーヴン・ワインバーグ
- 1978年： エリオット・H・リーブ
- 1979年： ゲラルド・トフーフト
- 1980年： James Gilbert Glimm、Arthur Michael Jaffe
- 1981年： ジェフリー・ゴールドストーン
- 1982年： J. C. Ward
- 1983年： M. D. Kruskal
- 1984年： ロバート・グリフィス
- 1985年： ダヴィッド・リュエール
- 1986年： アレクサンドル・ポリャコフ
- 1987年： Rodney Baxter
- 1988年： ユリウス・ヴェス、ブルーノ・ズミノ
- 1989年： ジョン・スチュワート・ベル
- 1990年： ヤコフ・シナイ
- 1991年： Thomas C. Spencer、Jurg Frohlich
- 1992年： スタンレー・マンデリシュターム
- 1993年： Martin C. Gutzwiller
- 1994年： Richard L. Arnowitt、Stanley Deser、チャールズ・マイスナー
- 1995年： Roman W. Jackiw
- 1996年： ロイ・グラウバー
- 1997年： ハリー・レーマン
- 1998年： ネーサン・サイバーグ、エドワード・ウィッテン
- 1999年： Barry M. McCoy、吳大峻、Alexander B. Zamolodchikov
- 2000年： シドニー・コールマン
- 2001年： ウラジーミル・アーノルド
- 2002年： マイケル・グリーン、ジョン・シュワルツ
- 2003年： Yvonne Choquet-Bruhat、James W. York
- 2004年：ガブリエーレ・ヴェネツィアーノ
- 2005年：ジョルジョ・パリージ
- 2006年：Sergio Ferrara、Daniel Freedman、Peter van Nieuwenhuizen
- 2007年：フアン・マルダセナ、ジョセフ・ポルチンスキー
- 2008年：ミッチェル・ファイゲンバウム
- 2009年：Carlo Becchi、Alain Rouet、Raymond Stora、Igor Tyutin
- 2010年：Michael Aizenman
- 2011年：Herbert Spohn
- 2012年：ジョヴァンニ・ヨナ＝ラシニオ
- 2013年：神保道夫、三輪哲二
- 2014年：Greg Moore
- 2015年：Pierre Ramond
- 2016年：アンドリュー・ストロミンガー、カムラン・ヴァッファ
- 2017年：Carl M. Bender
- 2018年：バリー・サイモン
- 2019年：Bill Sutherland、Francesco Calogero、Michel Gaudin
- 2020年：Svetlana Jitomirskaya
- 2021年：Joel Lebowitz
- 2022年：Antti Kupiainen、Krzysztof Gawedzki
- 2023年：ニキータ・ネクラソフ
- 2024年：David Brydges
- 2025年：Samson L. Shatashvili